# Długonosek amerykański
Długonosek amerykański (Rhynchonycteris naso) – neotropikalny gatunek małego ssaka z podrodziny upiorów (Emballonurinae) w obrębie rodziny upiorowatych (Emballonuridae). Od 2008 roku jest wpisany do Czerwonej księgi gatunków zagrożonych.

## Taksonomia
Gatunek po raz pierwszy zgodnie z zasadami nazewnictwa binominalnego nazwał w 1820 roku niemiecki przyrodnik Maximilian zu Wied-Neuwied, nadając mu nazwę Vespertilio naso. Holotyp pochodził z okolic Morro d’Arara, znad rzeki Mucuri, w stanie Bahia, w Brazylii. Jedyny przedstawiciel rodzaju długonosek (Rhynchonycteris), który nazwał w 1867 roku niemiecki zoolog Wilhelm Peters.
Autorzy Illustrated Checklist of the Mammals of the World uznają ten gatunek za monotypowy.

### Etymologia
- Rhynchonycteris: gr. ῥυγχος rhunkhos „pysk, ryj”; νυκτερις nukteris, νυκτεριδος nukteridos „nietoperz”[16].
- Proboscidea: gr. προβοσκις proboskis, προβοσκιδος proboskidos „pysk, trąba”[17].
- Rhynchoniscus: gr. ῥυγχος rhunkhos „pysk, ryj, dziób”[18]; łac. przyrostek zdrabniający -iscus[19].
- naso: łac. naso, nasonis „duży nos, nochal”, od nasus „nos”[20].

## Zasięg występowania
Długonosek amerykański występuje od południowego Meksyku (Veracruz i Oaxaca) na południe przez Amerykę Centralną do Kolumbii, na wschód do środkowej i wschodniej Brazylii oraz na południe do wschodniego Ekwadoru, wschodniego Peru oraz północnej i północno-wschodniej Boliwii; także obserwowany na wyspie Trynidad.

## Morfologia
Długość ciała (bez ogona) 36–48 mm, długość ogona 11–17 mm, długość ucha 11–14 mm, długość tylnej stopy 6–8 mm, długość przedramienia 36–40 mm; masa ciała 3–6 g. Długonosek amerykański ma pęczki szarych włosów na przednich kończynach i silnie wydłużony nos, co jest charakterystyczną cechą wyróżniającą go z rodziny upiorowatych. Wzór zębowy: I {\displaystyle {\tfrac {1}{3}}} C {\displaystyle {\tfrac {1}{1}}} P {\displaystyle {\tfrac {2}{2}}} M {\displaystyle {\tfrac {3}{3}}} = 32.

## Ekologia

### Tryb życia
Nietoperze te nie potrafią szybko latać, więc nie są wystarczająco przystosowane do lotów wśród koron drzew, gdyż byłyby łatwą zdobyczą dla drapieżników. Rozwinęły jednak umiejętność łowienia owadów nad powierzchnią zbiorników wodnych, takich jak rzeki, jeziora czy stawy. Niekiedy w ciągu dnia śpią w grupkach w szczelinach skalnych, ale zdarza się, że siedzą pojedynczo na skałach lub betonowych murach, na których, dzięki barwie ciała, wyglądają jak porosty. W czasie snu zachowują duże odstępy, prawdopodobnie po to, aby umocnić w ten sposób efekt maskującego ubarwienia.
Ich naturalnymi wrogami są ptaki należące do rodzajów Buteo (myszołowy), Falco i Egretta (czaple), a także pająki z gatunku Argiope savignyi oraz węże z gatunku boa prążkowany (Corallus annulatus).

### Rozmnażanie
W okresie od lipca do sierpnia samica wydaje na świat 1 młode. Matka szuka ciemnej, bezpiecznej kryjówki w dziupli lub głęboko w stercie kamieni, w której pozostawia młode, dopóki nie ukończy ono 2 miesiąca życia i nie zacznie się troszczyć samo o siebie.